# Panda (US-amerikanische Automarke)
Panda war eine US-amerikanische Automobilmarke, die 1955 und 1956 von der Small Cars, Inc. in Kansas City (Missouri) gebaut wurde.
Der Panda war ein kleines zweisitziges Cabriolet mit GFK-Karosserie. Sein abnehmbares Hardtop war zweigeteilt im Kofferraum zu verstauen. Der Radstand des Wagens betrug 1778 mm.
In beiden Produktionsjahren wurde der Panda serienmäßig von einem seitengesteuerten Zweizylinder-Boxermotor von Kohler, der einen Hubraum von 1100 cm³ hatte und 26 bhp (19 kW) bei 3600 min−1 leistete. 1955 gab es als Alternative einen Vierzylinder-Reihenmotor mit obenliegender Nockenwelle von Crosley mit 721 cm³ Hubraum und einer Leistung von 26,5 bhp (19,5 kW) bei 5400 min−1. Im Folgejahr fiel diese Option weg. Dafür war ein seitengesteuerter Aerojet-Motor mit ebenfalls 721 cm³ Hubraum verfügbar, der 15 bhp (11 kW) abgab. Die Motorkraft wurde über ein manuelles Dreiganggetriebe an die Hinterräder weitergeleitet.